# Senoculus plumosus
Senoculus plumosus är en spindelart som först beskrevs av Simon 1880.  Senoculus plumosus ingår i släktet Senoculus och familjen Senoculidae. Inga underarter finns listade i Catalogue of Life.